# Roeberella lencates
Roeberella lencates is een vlindersoort uit de familie van de prachtvlinders (Riodinidae), onderfamilie Riodininae.
Roeberella lencates werd in 1875 beschreven door Hewitson.